# Răpirile de la Allagash
Răpirea de la Allagash este o pretinsă apariție OZN urmată de răpirea unor oameni care se presupune că a avut loc în 1976.

## Incidente OZN
Martorii au declarat ca incidentul a început pe 20 august 1976, când patru bărbați s-au aventurat într-o excursie de camping în pustiul de lângă Allagash, Maine. Grupul era format din frații gemeni Jack și Jim Weiner, prietenul lor Chuck Rak și ghidul lor, Charlie Foltz. 
Se spune ca în prima zi nu au fost incidente. Cu toate acestea, în a doua noapte, au observat o lumina puternică, nu departe de locul unde aveau tabăra. Lumina a trecut ca și cum ar fi fost un elicopter sau un balon meteo, dar mai târziu s-a observat că prezenta o calitate ciudată a luminii. Dintr-o data, obiectul a făcut implozie și a dispărut. A doua zi a trecut iar fără incidente, la fel ca prima. Bărbații au avut ghinion la pescuit așa că au decis să încerce și pe timp de noapte. Ei au stabilit tabăra pe malul lacului Eagle, pe 20 august 1976. La lăsarea întunericului, oamenii au aprins un foc de tabără care se așteptau să ardă timp de câteva ore și s-au urcat într-o canoe. 
După o perioadă scurtă de timp, Rak a observat lumina puternică pe care o zăriseră cu două nopți înainte. Lumina era în depărtare, deasupra liniei copacilor. El a atras atenția celorlalți care au privit cu atenție și au observat că obiectul părea să fie mult mai mare de această dată și nu scotea niciun sunet. Foltz a luat o lanternă și a început să lumineze intermitent un SOS în direcția obiectului. 
Dintr-o data, un fascicul de lumină strălucitoare a țâșnit din partea de jos a navei și s-a îndreptat rapid spre bărbați. Toți oamenii, mai puțin Rak, au încercat să ajungă cât mai repede înapoi spre țărm. Rak părea atras de obiect, deoarece încerca să se apropie de el. Dintr-o data, lumina a învăluit acea canoe și pe cei patru bărbați.
Următorul lucru pe care și-l amintesc este că s-au întors pe malul unde era tabăra. Ei se aflau pe marginea apei și se uită în neștire la navă, care stătea nemișcată la nu mai mult de câteva zeci de metri de aceștia. După ce au urmărit-o timp de câteva minute, nava brusc a făcut iar implozie la fel ca în urmă cu două nopți și a reapărut peste arbori în cealaltă parte a lacului. Apoi s-a ridicat spre cer.
Bărbații, deodată, s-au simțit toși epuizați și au decis să doarmă peste noapte. Focul mare l-au făcut doar în câteva minute deoarece exista deja un morman de jar ars. Fără multă conversație în urma incidentului neobișnuit care a avut loc, oamenii au adormit. 
În dimineața următoare, oamenii au vorbit puțin cu privire la incident și au strâns bagajele pentru a schimba tabăra.

## În mass-media
O carte, The Allagash Abductions (Răpirile de la Allagash) de Raymond E. Fowler prezintă acest incident.
Incidentul a fost, de asemenea, dramatizat într-un episod din Unsolved Mysteries (Mistere nerezolvate) și a mai fost investigat într-un documentar Abducted by UFOs (Răpit de OZN-uri).